# Medalla del Servei Distingit a l'Exèrcit
La Medalla del Servei Distingit a l'Exèrcit (anglès: Army Distinguished Service Medal) és una condecoració dels Estats Units, creada el 9 de juliol de 1918 per Woodrow Wilson, atorgada a oficials i tropa de l'Exèrcit dels Estats Units que es distingeixen per l'excepcional servei meritori al govern en un lloc de gran responsabilitat. Pot ser atorgades tant per accions de combat o fora de combat. L'actuació ha de ser clarament excepcional. La realització excepcional del deure normal no justifica la seva concessió.
Ocupa el tercer lloc entre les condecoracions de l'Exèrcit, immediatament després de la Creu del Servei Distingit

## Història
Va ser autoritzada per una Ordre Presidencial i anunciada per l'Ordre General del Departament de la Guerra Nº.6 del 2 de gener de 1918, i confirmada pel Congrés el 9 de juliol de 1918
Cada branca del servei (Marina, Força Aèria i Guardacostes) té la seva pròpia medalla, i existeix una cinquena versió, que és la Medalla del Servei Superior de Defensa. La medalla de l'exèrcit normalment és anomenada "Medalla del Servei Distingit", mentre que per les altres branques del servei s'utilitza el nom com a prefix.
Pot ser atorgada a persones alienes a les Forces Armades dels Estats Units, però només per serveis en temps de guerra i sota circumstàncies excepcionals, amb l'aprovació expressa del President.
Entre els primers a rebre-la figuren els Oficials Comandants dels Exèrcits Aliats.

## Disseny
Consisteix en l'escut dels Estats Units en or, envoltat per un anell en esmalt blau fosc de 38mm de diàmetre, amb la inscripció "FOR DISTINGUISHED SERVICE – MCMXVIII" en lletres daurades. Al revers hi ha un espai per gravar el nom del receptor sobre un trofeu de banderes i armes.
Penja d'una cinta de 35mm d'ample, amb una franja de 8mm escarlata als costats, una de 2mm blau fosc i una franja central blanca de 16mm.
Les condecoracions posteriors s'indiquen mitjançant fulles de roure.

## Receptors Estrangers Notables
- Ferdinand Foch, Mariscal de França
- Joseph Joffre, Mariscal de França
- Philippe Pétain, General i posteriorment Mariscal de França
- Sir Douglas Haig, Mariscal de Camp
- Arthur Currie General, Exèrcit Canadenc
- el General Monash d'Austràlia,
- el General Diaz d' Itàlia
- el General Gillain de Bèlgica.
- Chiang Kai-shek, General de l'Exèrcit Xinés
- Harry Crerar, Tinent General, Exèrcit Canadenc
- Andrew B. Cunningham, Almirall, Marina Reial
- Miles Dempsey, Tinent General, Exèrcit britànic
- John Dill, Mariscal de Camp, Exèrcit britànic
- Freddie De Guingand, Major General, Exèrcit britànic
- Arthur T. Harris, Mariscal en Cap de l'Aire, Reial Força Aèria (després Mariscal de la Reial Força Aèria)
- Alphonse Juin, General, Exèrcit Francès (després Mariscal de França)
- John Monash, General, Exèrcit Australià
- Bernard Montgomery,  Mariscal de Camp, Exèrcit britànic
- Frederick E. Morgan, Lieutenant General, Exèrcit britànic
- Lluís Mountbatten, Almirall, Marina Reial (posteriorment  Almirall de la Flota)
- Charles F.A. Portal, Mariscal de la Reial Força Aèria
- Arthur Tedder, Mariscal en Cap de l'Aire, Reial Força Aèria (després Mariscal de la Reial Força Aèria)
- Jean de Lattre de Tassigny, General, Exèrcit Francès (després Mariscal de França)